# Chirothecia daguerrei
Chirothecia daguerrei är en spindelart som beskrevs av Galiano 1972. Chirothecia daguerrei ingår i släktet Chirothecia och familjen hoppspindlar. Inga underarter finns listade i Catalogue of Life.